# Sankt Bartholomä (Austria)
Sankt Bartholomä, St. Bartholomä – gmina w Austrii, w kraju związkowym Styria, w powiecie Graz-Umgebung. Liczy 1378 mieszkańców (1 stycznia 2015).